# Les Chrysanthèmes
Pour plus de détails, voir Fiche technique et Distribution.
Les Chrysanthèmes est un film muet français de court métrage réalisé par Segundo de Chomón, sorti en 1907. 
Produit par Pathé Frères, ce court métrage de 2 minutes 27 est typique du style de Segundo de Chomón. Julienne Mathieu — l'épouse du réalisateur — qui est souvent apparue dans ses films en est l'une des interprètes.

## Synopsis
Deux femmes montent sur scène en costumes japonais et exécutent des tours de magie: apparition et disparition de danseuses et comédiens, brassées et guirlande de fleurs, jeux de perspectives…

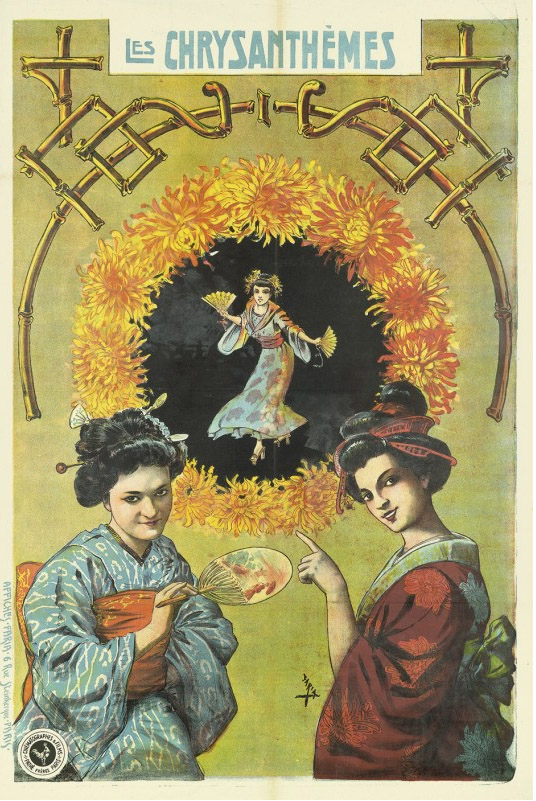
Affiche du film Les Chrysanthèmes de Segundo de Chomón (1907), avec Julienne Mathieu

## Fiche technique
- Titre : Les Chrysanthèmes
- Titre anglophone (États-Unis) :  Chrysanthemums
- Réalisateur : Segundo de Chomón
- Scénario : Segundo de Chomón
- Société de production : Pathé Frères
- Société de distribution : Pathé Frères
- Pays d'origine :  France
- Langue : film muet avec les intertitres en français
- Métrage : 70 mètres
- Format : Noir et blanc et couleur (colorisé à la main au pochoir) — 35 mm — 1,33:1 — Muet
- Genre : Film à trucs
- Durée : 2 minutes 27
- Dates de sortie : 
  -  France : 2 août 1907
  -  États-Unis : 24 août 1907
  -  Danemark : 4 novembre 1908

## Distribution
- Julienne Mathieu : une magicienne japonaise
- Une magicienne japonaise
- Des danseurs, danseuses, comédiens et comédiennes

## À noter
- En post-production, le film est colorisé au pochoir avec des couleurs vives, par le procédé Pathécolor et Pathéchrome[1].